# Catocala fulminea
Catocala fulminea là một loài bướm đêm thuộc họ Noctuoidea. Loài này có ở Trung Âu, Nam Âu, Đông Á và Xibia.
Sải cánh dài 44–52 mm.
Ấu trùng ăn Prunus, Crataegus, pears và sồi.

## Hình ảnh

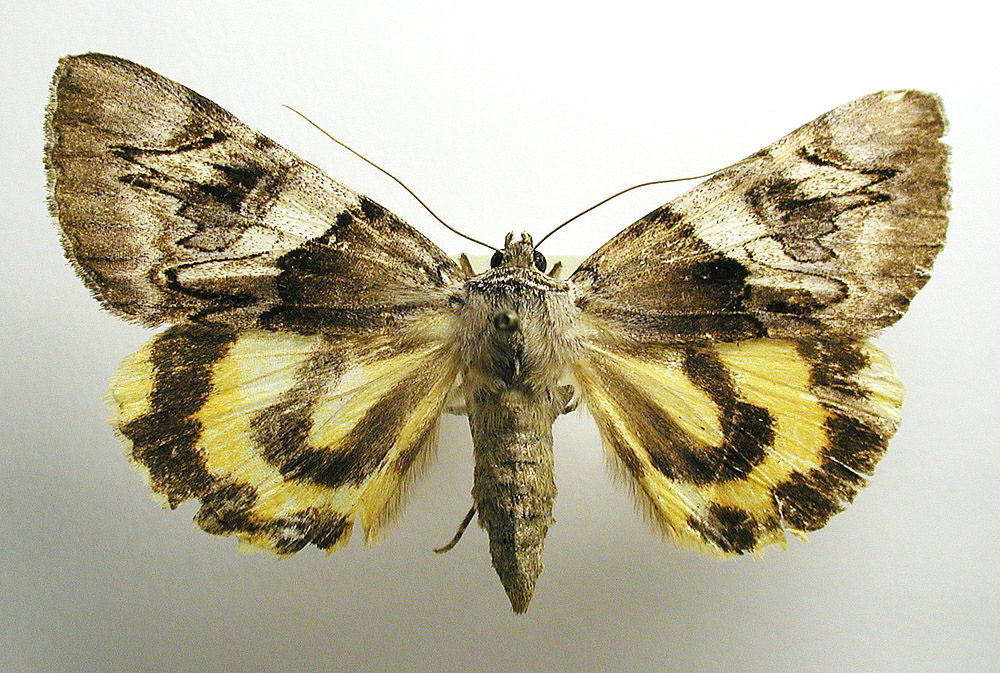
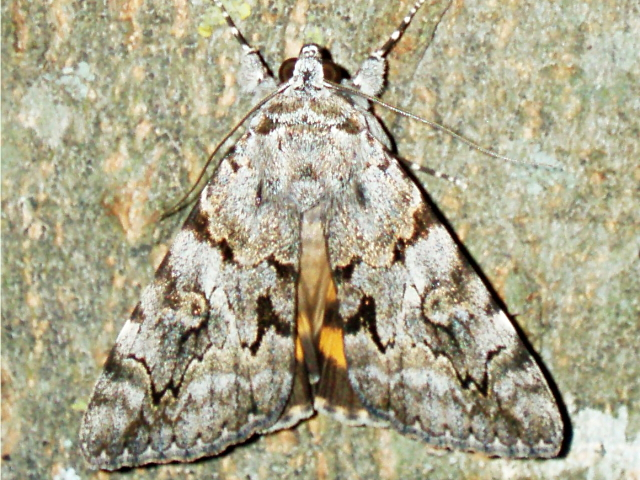
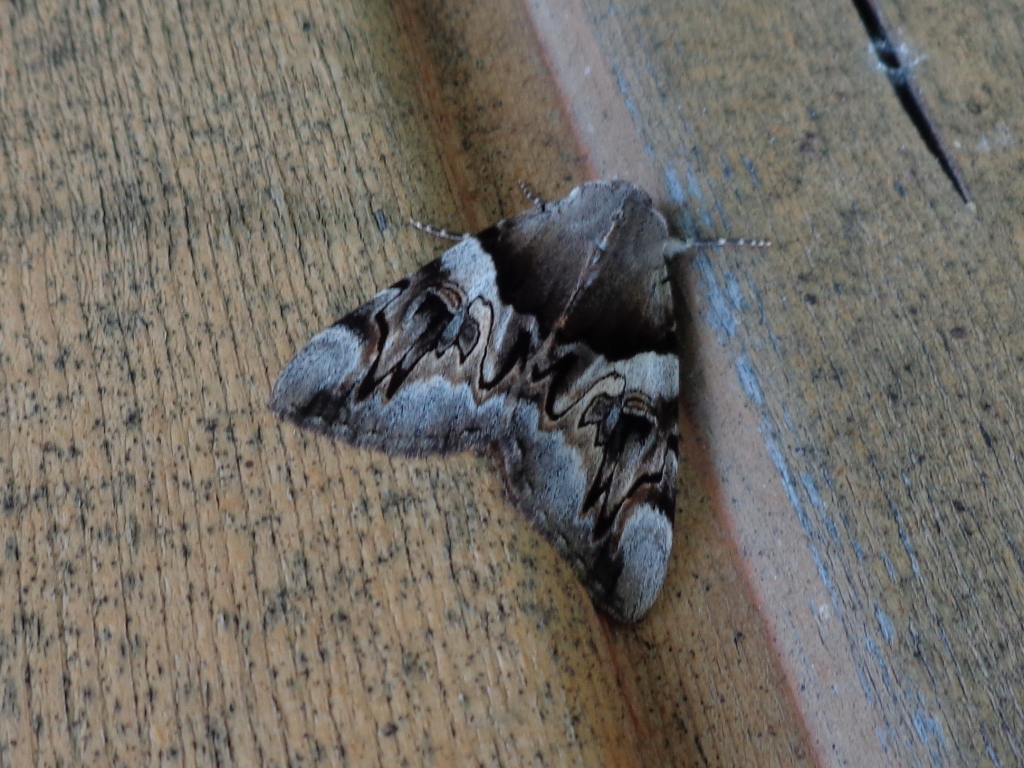
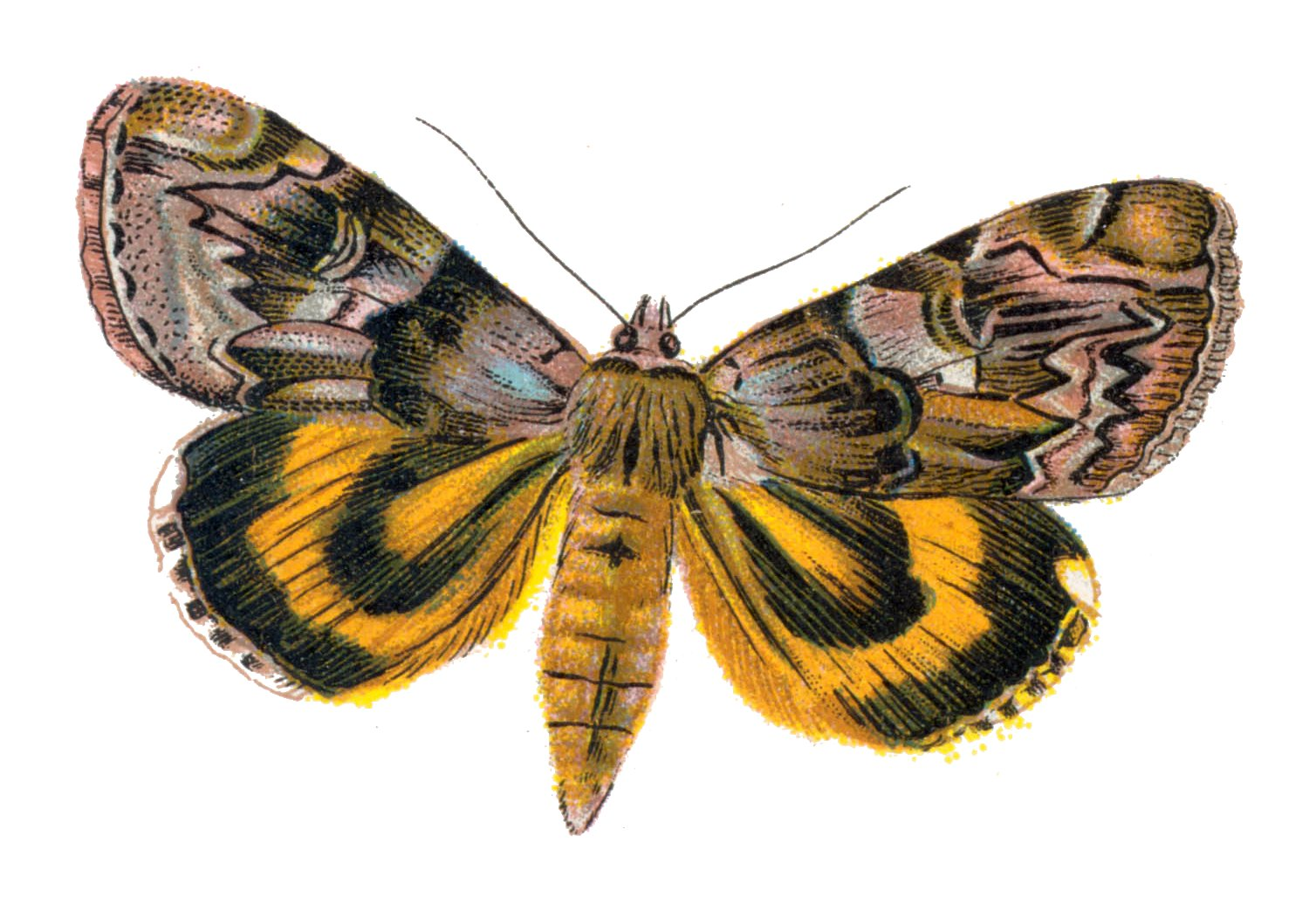